# 黄埂相思树
黄埂相思树，位于中国广东省清远市连南县涡水镇，为清远市连南县的一个县级文物保护单位，类型为古遗址，公布时间为1986年5月。
黄埂相思树的历史年代为明代。